# Толл-подобный рецептор 8
TLR8 (толл-подобный рецептор 8, CD288) — мембранный белок, входящий в группу толл-подобных рецепторов, обеспечивающих функционирование врождённого иммунитета. Ген открыт в 2000 году вместе с генами TLR7 и TLR9. Ген TLR8 расположен рядом с геном TLR7. Рецептор локализован в эндосомах и требует закисления среды для активации.

## Лиганды
Естественным лигандом рецептора являются гуанин-богатые олигонуклеотиды. Синтетические агонисты рецептора действуют как иммуномодуляторы и антираковые препараты.

## Клиническое значение
Мутации в гене TLR8 связаны с повышенной уязвимостью к туберкулёзу лёгких.